# Halobatrachus didactylus
Halobatrachus didactylus là một loài cá cóc duy nhất thuộc chi Halobatrachus. Nó được tìm thấy dọc theo bờ biển Đại Tây Dương và Địa Trung Hải của Tây Âu và Tây Phi. Loài này phát triển đến chiều dài 50 cm (20 in) TL. Loài này có gai độc có thể gây nguy hiểm cho con người. Loài này có tầm quan trọng thứ yếu đối với nghề cá thương mại địa phương.